# JSM Challenger 2006
Il JSM Challenger 2006 è stato un torneo di tennis facente parte della categoria ATP Challenger Series nell'ambito dell'ATP Challenger Series 2006. Il torneo si è giocato a Champaign negli Stati Uniti dal 13 novembre al 19 2006 su campi in cemento indoor.

## Vincitori

### Singolare
Amer Delić ha battuto in finale  Zack Fleishman con il punteggio di 6–3, 6–0.

### Doppio
Rik De Voest /  Rajeev Ram hanno battuto in finale  André Sá /  Brian Wilson con il punteggio di 6–3, 4–6, [10–7].